# Кедейская волость
Кедейская волость — волость в составе Каркаралинского уезда.
Центр — урочище Токрау.
Образована в октябре 1923 году, на основании постановления ЦИК КазАССР от 5 июля 1923 года в составе Каркаралинского уезда путем объединения Токраунской, Нуринской, Акчатавской и Чулымской.
Ликвидирована вместо с уездом в 17 января 1928 году часть передана в Балхашский и часть в Четский районы.

## Административное деление
Список населенных пунктов (в том числе и аулов-кстау) и схематическая 10-ти верстная карта Казакстана (1928) На 1 января 1927 года
| № Аулсовет       | номер на карте | Число аулов-кстау в аулсовете | тип населенного пункта | всего хозяйств | Распределение хозяйств по народности главы хозяйства | Распределение хозяйств по народности главы хозяйства | Распределение хозяйств по народности главы хозяйства | Население | Население | Население |
| № Аулсовет       | номер на карте | Число аулов-кстау в аулсовете | тип населенного пункта | всего хозяйств | казахи                                               | русские                                              | татары                                               | мужчины   | женщины   | всего     |
| ---------------- | -------------- | ----------------------------- | ---------------------- | -------------- | ---------------------------------------------------- | ---------------------------------------------------- | ---------------------------------------------------- | --------- | --------- | --------- |
| I                | 1              | Кедейский медпункт 124 а-к    | мед.п. а-к             | 1 556          | 556                                                  | 1                                                    |                                                      | 1 1301    | 1199      | 1 2500    |
| II               | 2              | Мыхан 134 а-к                 | шк. а-к                | 6 621          | 6 621                                                |                                                      |                                                      | 6 1368    | 1145      | 6 2513    |
| III              |                | 52 а-к                        | а-к                    | 200            | 200                                                  |                                                      |                                                      | 430       | 390       | 820       |
| IV               |                | 120 а-к                       | а-к                    | 498            | 498                                                  |                                                      |                                                      | 1230      | 1047      | 2277      |
| V                |                | 97 а-к                        | а-к                    | 509            | 509                                                  |                                                      |                                                      | 1187      | 1115      | 2302      |
| VI               |                | 115 а-к                       | а-к                    | 490            | 490                                                  |                                                      |                                                      | 1204      | 1028      | 2232      |
| VII              |                | 64 а-к                        | а-к                    | 292            | 292                                                  |                                                      |                                                      | 736       | 613       | 1340      |
| VIII             |                | 142 а-к                       | а-к                    | 551            | 551                                                  |                                                      |                                                      | 1325      | 1167      | 2492      |
| IX               | 3              | Кзыл Эспе 90 а-к              | зав. а-к               | 83 301         | 63 301                                               | 18                                                   | 2                                                    | 166 808   | 105 684   | 271 1492  |
| X                |                | 86                            | а-к                    | 474            | 474                                                  |                                                      |                                                      | 1168      | 1013      | 2181      |
| Итого по волости |                |                               |                        | 4582           | 4561                                                 | 19                                                   |                                                      | 10930     | 9506      | 20436     |